# 米島站 (富山縣)
米島站（日语：／ Yonejima eki */?）是位於富山縣高岡市，加越能鐵道伏木線的電車站（廢站）。

## 歷史
- 1948年（昭和23年）4月10日：富山地方鐵道伏木線的車站啟用[1]。
- 1959年（昭和34年）4月1日：路線轉讓給加越能鐵道[1]。
- 1971年（昭和46年）9月1日：伏木線廢除，此站也被廢除[1]。

## 相鄰車站
加越能鐵道
伏木線
米島口－米島－高美町

## 注腳
1. 1 2 3  今尾惠介《日本鐵道旅行地圖帳 6號北信越》（新潮社、2008年）p.34

## 相關項目
- 日本鐵路車站列表 Yo